# Ricardo Sperafico
Ricardo Sperafico, född den 23 juli 1979 i Paraná i Brasilien, är en brasiliansk racerförare, bror till Rodrigo Sperafico och kusin till Alex Sperafico och Rafael Sperafico. Ricardo körde Formel 3000 och blev som bäst tvåa; 2003. Han har även deltagit i Champ Car.